# Bielce
Bielce (rum. Bălți) – drugie co do wielkości miasto Mołdawii, nazywane często „północną stolicą”. W 2023 roku liczyło 146 950 mieszkańców.
Najliczniejsze skupisko Polaków w Mołdawii, siedziba polonijnych organizacji.

## Demografia
Liczba ludności w poszczególnych latach:
| 1959   | 1970    | 1979    | 1989    | 2004    | 2014    |
| ------ | ------- | ------- | ------- | ------- | ------- |
| 67 666 | 105 505 | 126 950 | 161 475 | 122 669 | 149 800 |

Według oficjalnych danych statystycznych z 2004 roku w Bielcach mieszka:
- 54,2% – Mołdawianie i Rumuni:
  - 52,4% – Mołdawianie,
  - 1,8% – Rumuni,
- 23,7% – Ukraińcy,
- 19,2% – Rosjanie,
- 0,7% – Polacy.

Deklaracje wyznaniowe mieszkańców z ostatniego spisu ludności: 
- 90,7% (110 961 ludzi) – prawosławni,
- 2,1% (2609) – baptyści,
- 1,2% (ok. 1700 w 16 zborach) – Świadkowie Jehowy[5].
- 0,8% (990) – katolicy,
- 2,0% (2260) – inne grupy wyznaniowe,
- 0,4% (544) – ateiści,
- 2,7% (3304) – agnostycy.

## Polonia

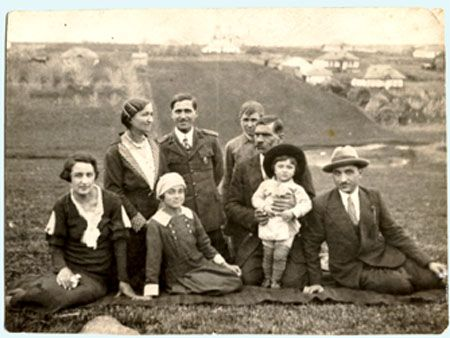
Polska rodzina w Bielcach na dawnym zdjęciu

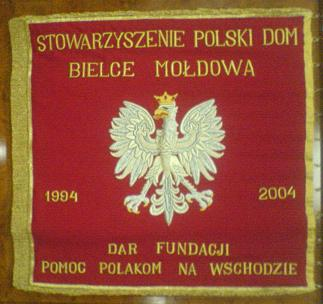
Sztandar z Orłem Białym w Domu Polskim w Bielcach. Dar Fundacji Pomoc Polakom na Wschodzie

### Polskie Towarzystwo Medyczne w Mołdawii
Od 1995 roku w Mołdawii działa Polskie Towarzystwo Medyczne. Na początku Stowarzyszenie zaistniało jako koło medyczne przy Stowarzyszeniach Dom Polski w Bielcach i Związek Polaków w Kiszynowie. Z upływem lat Stowarzyszenie się powiększyło i w 1998 r. zostało zarejestrowane oficjalnie w Urzędzie m. Bielcy. Od 1998r, PTM jest członkiem Federacji Polonijnych Organizacji Medycznych. Prezes PTM reprezentuje Stowarzyszenie w Federacji i jest członkiem Rady Federacji. 
Członkowie PTM aktywnie uczestniczą we wszystkich wydarzeniach Polonii Medycznej, wyjeżdżają na Kongresy Polonii Medycznej, na Sympozja i Konferencje medyczne. Przedstawiciele PTM uczestniczyli w obradach II, III, IV, V Kongresów Polonii Medycznej, II Europejskiego Zjazdu Lekarzy w Ostrawie, brali udział w IV Krajowym Zjeździe Lekarzy w Warszawie, w Sympozjach w Wilnie i we Lwowie. Lekarze PTM mają możliwość wyjechać na staże medyczne do Polski i chętnie z tego korzystają. Czworo lekarzy było na stażu w Krakowie, 2 – w Lublinie, 2 – w Warszawie, 1 – w Poznaniu. 
PTM nawiązało ścisłe kontakty z innymi Towarzystwami medycznymi, współpracuje z Polskim Związkiem Medycznym w Szwecji i Berlinie, ze Stowarzyszeniem Lekarze Nadziei i Polską Misją Medyczną. Od Naczelnej Izby Lekarskiej w Warszawie, w 1998 r. Stowarzyszenie otrzymało w darze używany komputer. Za pomocą Federacji Polonijnych Organizacji Medycznych w 2002 r. Stowarzyszenie otrzymało jeszcze 2 komputery, dzięki czemu członkowie mogą korzystać z Internetu. Dużo pomaga w realizacji projektów St. Wspólnota Polska oddziały Warszawski i Krakowski. Pomoc charytatywną okazuje również Stowarzyszenie „Kresy” i Firma „INMED” z Krakowa.
W Bielcach urodził się polski aktor i reżyser teatralny Bronisław Dąbrowski.

#### Działalność w grupach terytorialnych
PTM w Mołdawii działa w 3 grupach terytorialnych: grupa Bielce, grupa Kiszyniów i grupa Styrcza. Każda z grup prowadzi swoją działalność samodzielnie według własnego programu, ma swój własny zarząd i prezesa. Oprócz tego w ramach programu działalności odbywają się imprezy, które skupiają wszystkich członków Stowarzyszenia.
Działalność w grupach różni się w zależności od warunków życia i pracy ich członków. Funkcje prezesa PTM w Mołdawii pełni po kolei jeden z prezesów.
Grupą Kiszyniów kieruje dr Augustyn Zagórski, a grupą Głodiany dr Olga Promińska. 
Grupa terytorialna Kiszyniów skupia lekarzy polskich z Kiszyniowa i okolic. Obecnie liczy około 20 osób. W swojej działalności stawia akcent na aktywność naukową i towarzyską.
Grupa Bielce.
Obecnie grupa Bielce liczy 34 członków:
21 lekarzy, 3 rezydentów, 5 studentów medycyny i 5 pielęgniarek. 
Prezes Andżela Bogucka
Na zebraniach członkowie odczytują referaty na interesujące tematy, wysłuchują sprawozdania ze stażów lekarskich, wyjazdów na konferencje i zjazdy, dyskutują na temat ciekawych przypadków ze swojej pracy.

### Hospicjum
Na skutek reformy Służby Zdrowia w Mołdawii, usługi medyczne i leki stały się niedostępne dla większości emerytów i ubogich. Członkowie PTM prowadzą obszerną działalność charytatywną, najbardziej zaangażowani w tej działalności są lekarze z Bielc i Styrczy. 
W 1999 r. we współpracy z Parafią śww. Archaniołów i Organizacją „Caritas” zostało założone Hospicjum domowe, dla udzielania pomocy samotnym, przewlekle chorym osobom z ubogich polskich rodzin. Personel Hospicjum – lekarze i pielęgniarki PTM oraz wolontariusze, szkoleni przez członków PTM, udzielają w domu pomocy medycznej, duchowej i niekiedy materialnej ubogim, samotnym osobom, których w ewidencji jest już ponad 90. 
Dla uzyskania środków na leki i środki higieniczne dla podopiecznych Hospicjum, PTM organizuje różne imprezy: wyprzedaż własnej biżuterii, koncerty muzyki poważnej, sezonowe wyprzedaże odzieży itd. Co roku członkowie PTM w Światowy Dzień Chorego i w rocznicę założenia Hospicjum wyjeżdżają do swoich podopiecznych z darami.
Pomoc materialną w prowadzeniu Hospicjum okazują polskie i międzynarodowe organizacje pozarządowe: Fundacja „Pomoc Polakom na Wschodzie”, Stowarzyszenie „Friend of Poland”, Światowy Związek Żołnierzy Armii Krajowej, Stowarzyszenie „Lekarze Nadziei”.
W 2001 r. przy pomocy Wspólnoty Polskiej, Oddział w Krakowie, została zorganizowana w Bielcach przychodnia dobroczynna dla Polaków. W przychodni, w wolne od pracy godziny, lekarze PTM – ginekolog, internista i pediatra, udzielali bezpłatnych konsultacji medycznych. Tu można było zrobić niektóre badania – EKG, zmierzyć poziom glukozy we krwi i zrobić procedury fizykoterapeutyczne i masaż. W ewidencji przychodni jest około 300 dorosłych – emeryci, inwalidzi, bezrobotni i dzieci z niepełnych rodzin. 
Najwięcej uwagi lekarze poświęcają chorym dzieciom z niepełnych i ubogich rodzin. Jest ich w ewidencji 96, w tym 6 dzieci niepełnosprawnych. W ciągu roku lekarze PTM leczą te dzieci, a w lecie organizują dla ich uzdrowienia półkolonie i wyjazdy na kuracje. W lipcu 2000 i 2002 przy pomocy St. Wspólnota Polska i Domu Polskiego z Kaczyki, zostały zorganizowane wyjazdy dzieci, ze schorzeniami górnych dróg oddechowych, do Kaczyki, Rumunia. W tej wsi jest kopalnia soli, w której dzieci spędzały wiele godzin, wdychając lecznicze powietrze. Oprócz tego tam są góry, las i woda mineralna. W lipcu 2003 r. przy pomocy St. Wspólnota Polska oddział w Warszawie i przewodniczącej Polonii w Konstancy, P. Barbary Breaban został zorganizowany wyjazd dzieci nad Morze Czarne do Konstancy w Rumunii.
W działalności charytatywnej uczestniczą również lekarze z Polski.
Latem 2001 i 2002 roku lekarze z Polskiej Misji Medycznej przyjeżdżali do Bielc i przy pomocy członków PTM, zbadali i rozdzielili leki Polakom w Bielcach, Styrczy i Pierwomajsku.
W 2001 r. prezes Stowarzyszenia Lekarze Nadziei P. Profesor Zbigniew Chłap dowiózł do Bielc pomoc humanitarną na sumę 25 500 zł. PTM otrzymało i przekazało ją do Domu Starców, Domu Dziecka, Szpitala Wojewódzkiego, przedszkola dla dzieci niepełnosprawnych N29, Centrum Perinatologii w Bielach i Centrum Neurochirurgii w Kiszyniowie. W listopadzie 2002 r. PTM pomagało w dostarczaniu z Płocka transportu z pomocą humanitarną dla Szpitala Wojewódzkiego w Bielcach.
Członkowie PTM często spędzają razem święta, organizują wyjazdy do Styrczy i Kiszyniowa. We wrześniu co rok wyjeżdżają na koncerty polskiej muzyki poważnej do Filharmonii i Sali Organowej w Kiszyniowie, w grudniu – do Opery na balet P. Czajkowskiego, „Dziadek do orzechów”.

### Adres
Str. G. Coşbuc 17/53,
3121 Bălți, Moldova
Prezes grupy regionalnej Bielce: dr Angela Bogucka

### Stowarzyszenie „Dom Polski”

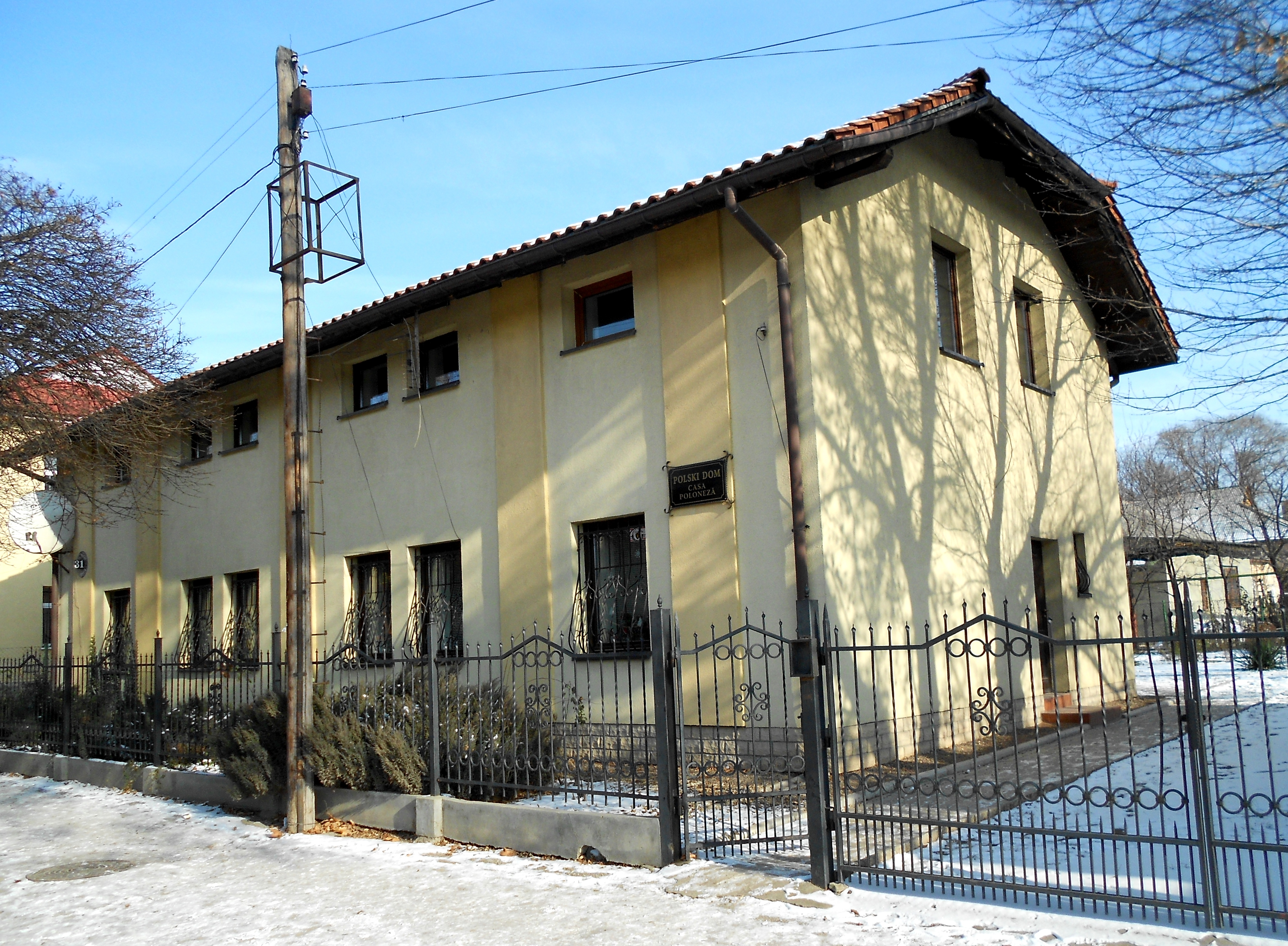
Dom Polski

Dnia 20 stycznia 1994 roku zostało zarejestrowane w Bielcach Stowarzyszenie „Dom Polski”, które współpracuje z parafią oraz innymi organizacjami polonijnymi działającymi w Bielcach: Polskie Towarzystwo Medyczne, Caritas, Duszpasterstwo Nauczycieli, Ambasada RP w Kiszyniowie, instytucjami oraz organizacjami w Polsce: Stowarzyszenie Wspólnota Polska, fundacja „Pomoc Polakom na Wschodzie”, organizacjami polonijnymi na Ukrainie i w Rumunii.
Od 2004 roku na miejscowym uniwersytecie im. Alecu Russo działa Centrum Języka Polskiego i Kultury Polskiej.

#### Media
- od listopada 1996 roku wydaje czasopismo „Jutrzenka"
- od maja 2003 roku nadaje audycję w języku polskim „Polska fala"

#### Działalność kulturalna i artystyczna
- zespół wokalny „Jaskółki"
- zespół tańca ludowego „Krokus"
- MODES – Młodzieżowa Organizacja Przyjaźni
- drużyna harcerska im. Stanisława Żółkiewskiego
- „Jutrzenka” Pismo Polaków w Mołdawii

### „Jutrzenka” – pismo Polaków w Mołdawii
Pierwszy numer „Jutrzenki” ukazał się 11 listopada 1996 roku. Na początku pamiętnej jesieni zebrało się parę osób i rozpoczęło naradę w sprawie wydawania polskiej gazetki w Bielcach. W tej grupce znalazło się dwóch duchownych: ks. proboszcz Jacek Puć i ks. Aleksander Suchan oraz nauczycielka języka polskiego pani Wanda Burek.
W pierwszych latach po powstaniu czasopismo ukazywało się na koszt własny założycieli, niektórzy z nich do tej pory biorą udział w wydawaniu „Jutrzenki”. Od 2000 roku „Jutrzenka” jest wspierana finansowo przez Fundację „Pomoc Polakom na Wschodzie” ze środków Senatu Rzeczypospolitej Polskiej. Bardzo pomaga również Konsulat RP.
W ciągu tych lat razem z redaktorem naczelnym Heleną Usową pismo współtworzyli oddani swojej pracy członkowie Stowarzyszenia „Dom Polski”: Tatiana Zalewska, Witalij Majewski, Andżela Bogucka, Julia Koniwszczyńska, Natalia Cympowa, Irena Lisowska, Olga Szyjatowa oraz przedstawiciele Polonii kiszyniowskiej – Krystyna i Florentyna Czupryniak, a spośród Polonii styrczańskiej – Ałła Klimowicz. Zawsze pomagały redakcji nauczycielki języka polskiego, pracujące w Bielcach, Kiszyniowie i Oknicy: Wanda Burek, Małgorzata Kamińska, Alicja Wlazłowicz, Anna Szarek, Beata Błażuk-Chodzińska, Dorota Kruczek, Agnieszka Danowska, Magdalena Bałka. Niektóre z wymienionych osób już wyjechały z Bielc, ale do tej pory współpracują z redakcją za pośrednictwem Internetu.
W redagowaniu „Jutrzenki” chętnie bierze udział młodzież polonijna, także ta studiująca w innych miastach i krajach oraz uczniowie bieleckich szkół. Od dawna uczestniczy we współtworzeniu czasopisma najstarszy korespondent Tadeusz Gaydamowicz, znany architekt z Krakowa, któremu w 2003 roku nadano tytuł Seniora Polonii Mołdawskiej.
"Jutrzenka” dociera co miesiąc do blisko 500 odbiorców na terenie całej Mołdawii. Za największe osiągnięcie należy uznać trwałą pozycję, jaką miesięcznik uzyskał w ciągu swojego istnienia w polonijnym – i nie tylko – środowisku. Na łamach „Jutrzenki” przybliża się czytelnikom zarys historyczny i stan obecny relacji polsko-mołdawskich, wzbudza się zainteresowanie kulturą i tradycją polską, zachęca się do poszukiwania własnych korzeni..

## Gospodarka
W mieście rozwinął się przemysł spożywczy, maszynowy, elektrotechniczny, materiałów budowlanych, drzewny oraz odzieżowy.

## Zabytki

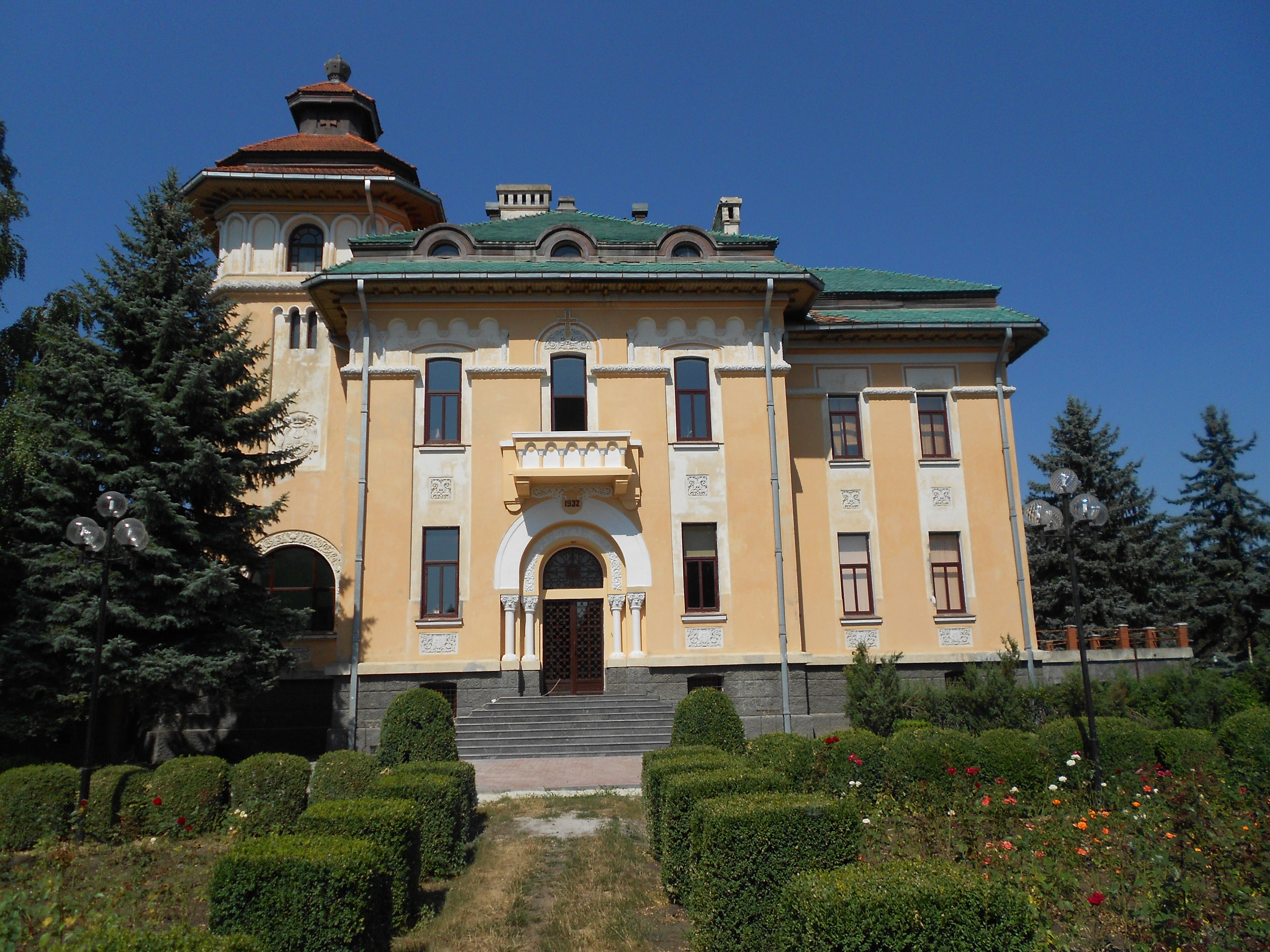
Pałac Biskupi

- Sobór św. Mikołaja w Bielcach z lat 1791-1795
- Dom Bodescu(inne języki) z XIX w.
- Kościół św. Grzegorza(inne języki) (ormiański) z lat 1910-1914
- Cerkiew św. Apostołów Piotra i Pawła(inne języki) z lat 1915-1929
- Pałac Biskupi(inne języki) z lat 1924-1934
- Sobór Świętych Konstantyna i Heleny w Bielcach z lat 1924-1934
- Cerkiew św. Paraskiewy(inne języki) z lat 1924-1935

## Miasta partnerskie

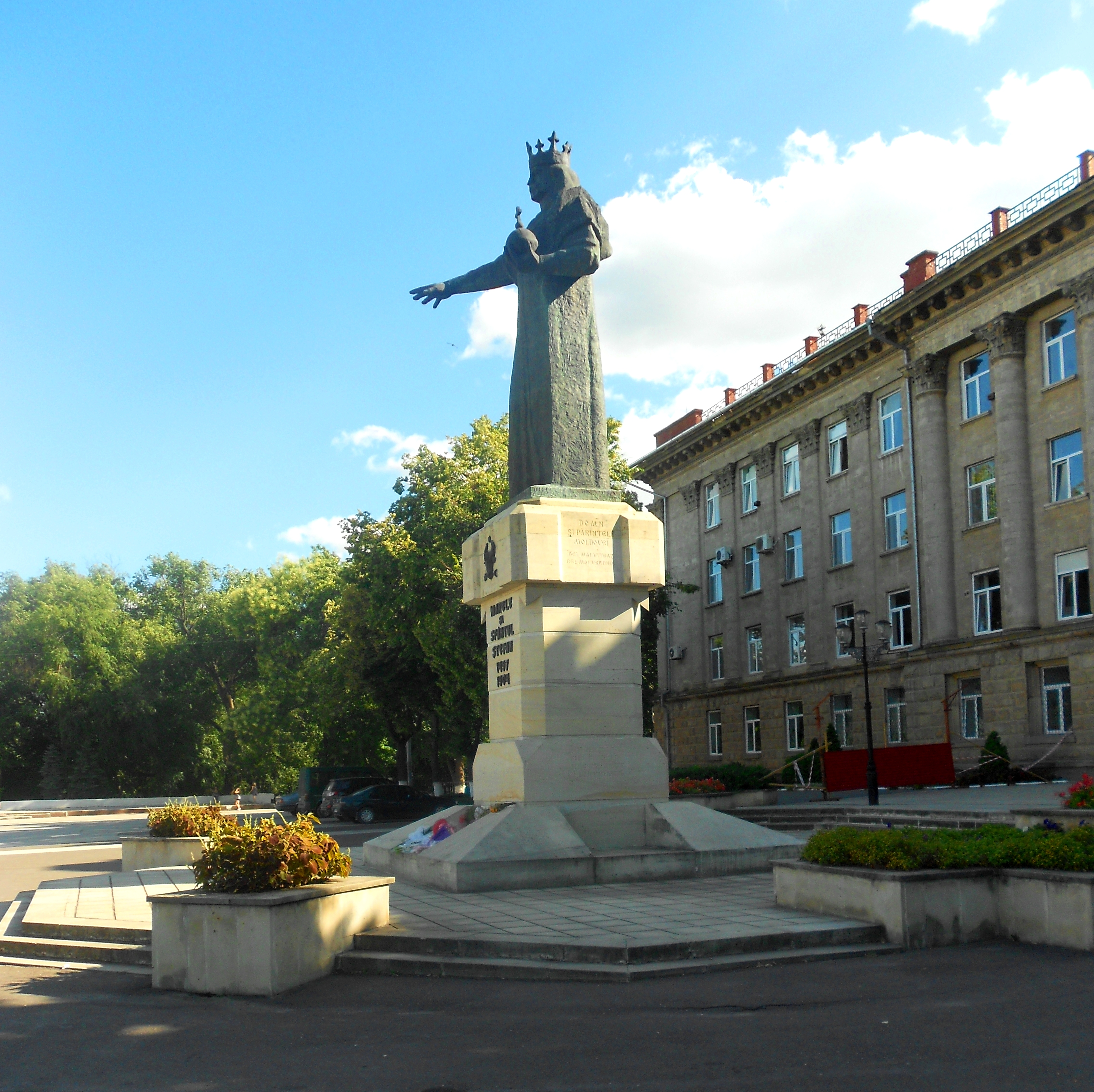
Pomnik hospodara Stefana III Wielkiego

- Tacoma, Stany Zjednoczone
- Stryj, Ukraina
- Smolan, Bułgaria
- Larisa, Grecja
- Miercurea-Ciuc, Rumunia
- Orsza, Białoruś
- Izmir, Turcja
- Kaesŏng, Korea Północna
- Chmielnicki, Ukraina
- Gyula, Węgry
- Lakeland, Stany Zjednoczone
- Płock, Polska
- Witebsk, Białoruś
- Milies, Grecja
- Podolsk, Rosja
- Białystok, Polska

## Odniesienia w kulturze
Słynna żydowska piosenka w języku jidisz „Majn Sztetełe Bełz” odnosi się właśnie do Bielców. Nazwa tego miasta w jidysz brzmiała Bełz. W Bielcach urodził się lub spędził dzieciństwo autor tekstu piosenki, Jacob Jacobs.

## Galeria

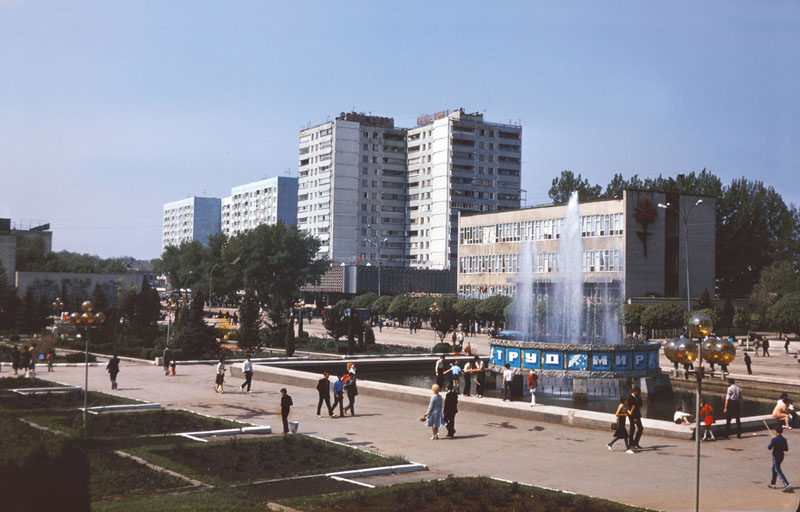
Centrum miasta (1985)
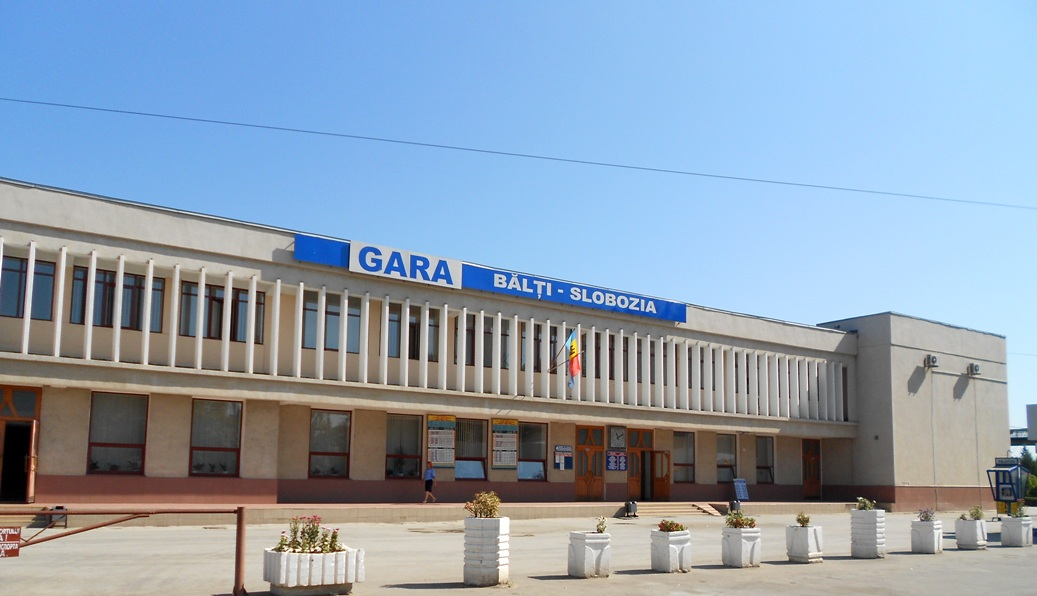
Dworzec kolejowy
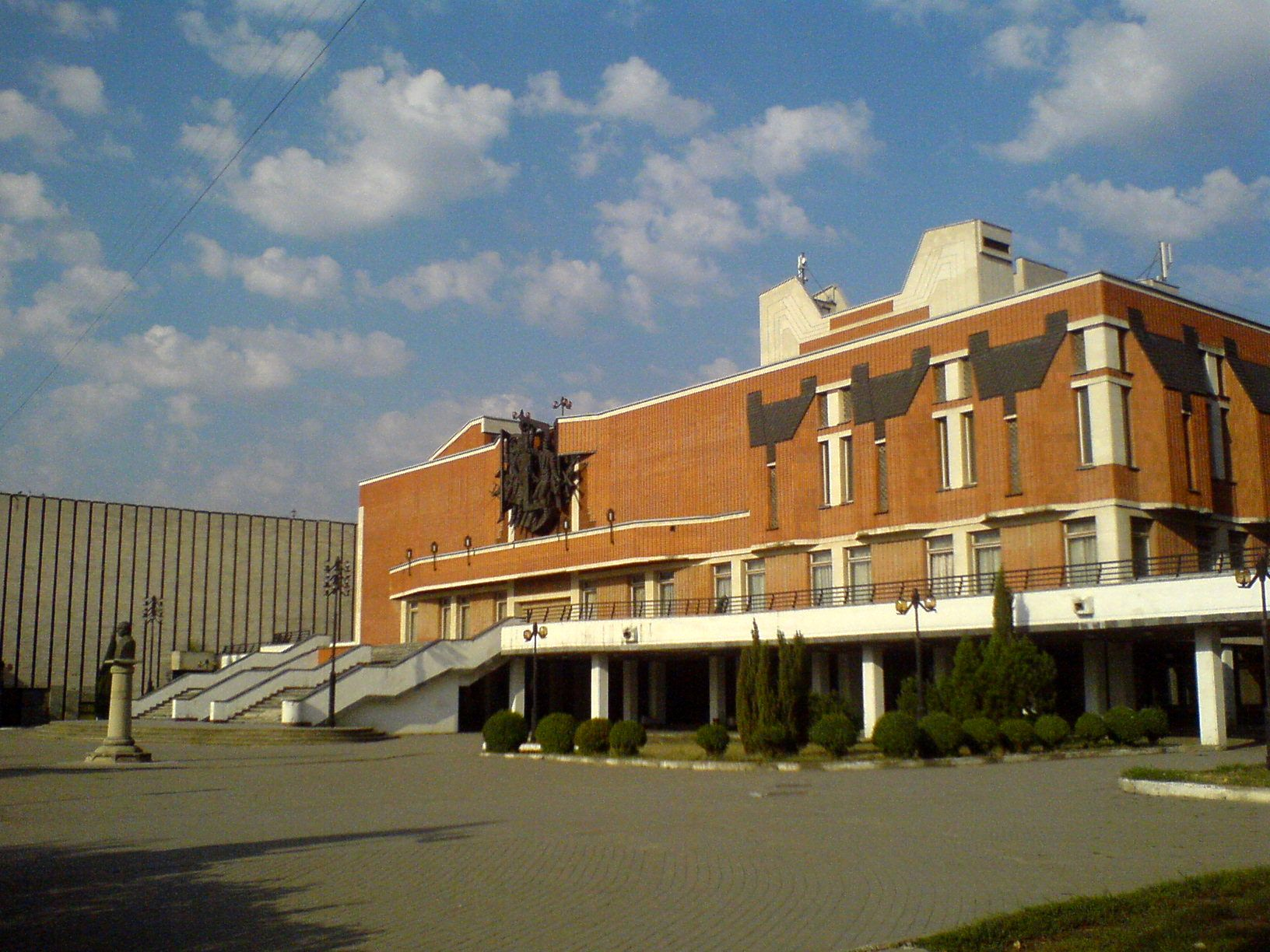
Teatr miejski
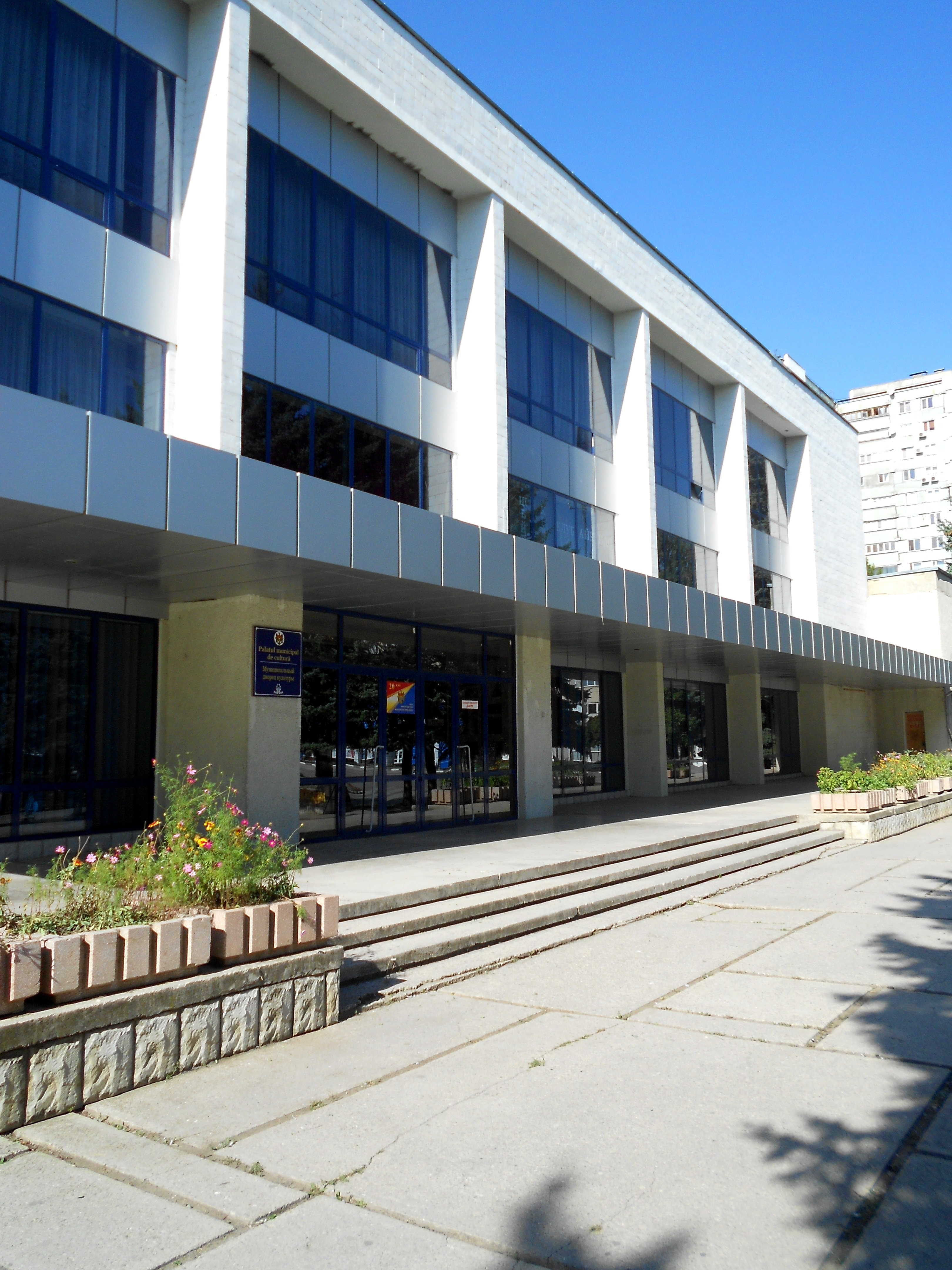
Pałac kultury
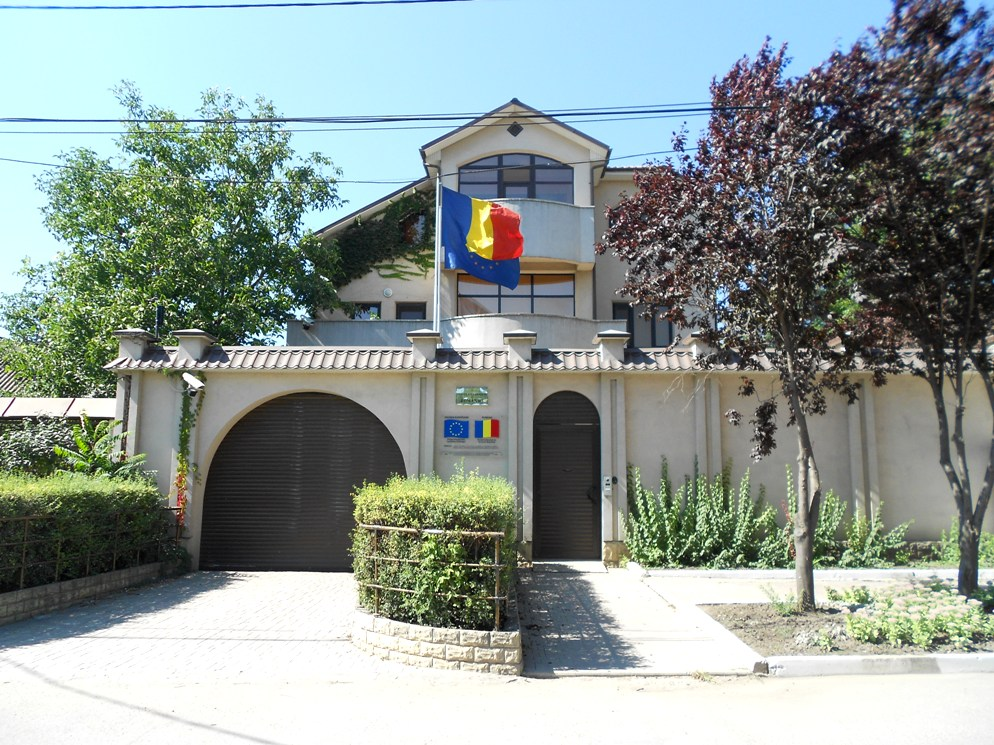
Konsulat Rumunii
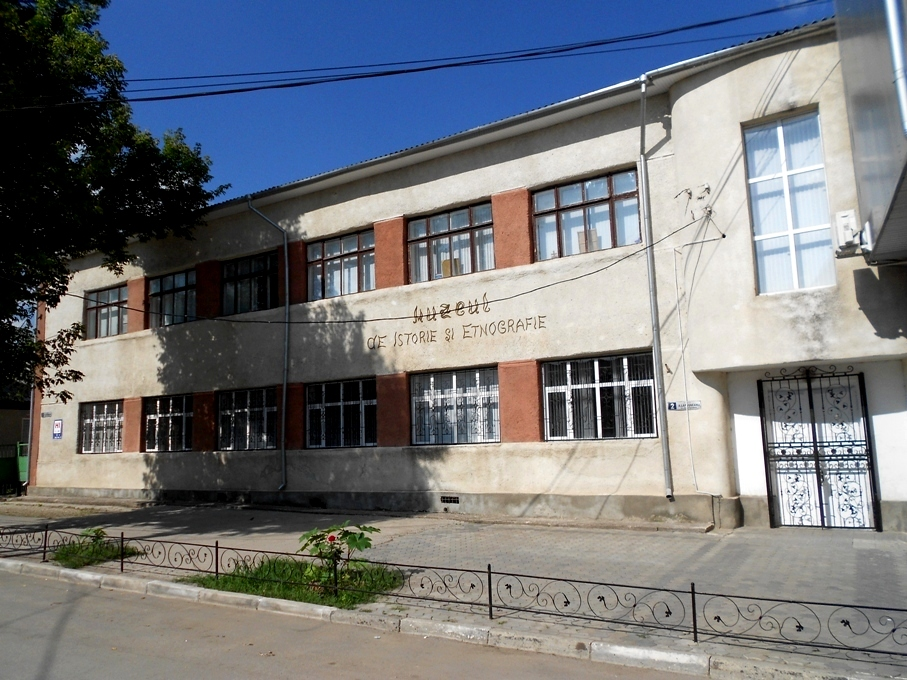
Muzeum Historyczno-Etnograficzne